# 영구적 죽음
영구적 죽음, 영구 사망, 퍼머데스(permadeath)는 테이블 게임과 비디오 게임 모두에서 체력 (게이밍)을 모두 잃은 플레이어 캐릭터가 죽은 것으로 간주되어 더 이상 사용할 수 없는 게임 메커니즘이다. 상황에 따라 플레이어가 계속하려면 새 캐릭터를 생성해야 하거나 게임을 완전히 다시 시작해야 진행 상황이 거의 모두 손실될 수 있다. 다른 용어로는 페르소나 사망(persona death)과 플레이어 사망(player death)이 있다. 일부 비디오 게임은 이를 핵심 게임의 일부로 만드는 대신 이 메커니즘을 특징으로 하는 하드코어 모드(hardcore mode)를 제공한다.
영구적 죽음은 "죽음" 시 체크포인트에서 캐릭터가 다시 생성되거나, 죽음의 상황을 피하기 위해 마법 아이템이나 주문에 의해 캐릭터가 부활하거나, 저장된 게임 상태를 로드하고 복원할 수 있는 등 플레이어가 어떤 방식으로든 계속할 수 있도록 하는 게임과 대조된다. 메커니즘은 테이블톱 및 컴퓨터 기반 롤플레잉 게임과 자주 연관되며, 로그라이크 비디오 게임 장르의 필수 요소로 간주된다. 영구적 죽음의 구현은 게임 유형에 따라 달라질 수 있다.

## 같이 보기
- 게임 오버